# Joey Logano
Statistiques en NASCAR Cup Series
Dernière mise à jour : 5 Mai 2025 
Joseph Logano (né le 24 mai 1990 à Middletown (Connecticut) aux États-Unis) est un sportif professionnel américain, pilote automobile participant depuis 2008 aux championnats de la NASCAR Cup Series. 
Plus jeune vainqueur d'une course de l'histoire de ce championnat, il est considéré comme l'une des stars de la NASCAR,.
Il remporte le titre en NASCAR Cup Series lors des saisons 2018, 2022 et 2024.

## Biographie
Logano est né à Middletown dans l'État du Connecticut, de l'union de Deborah (Bidduk) et de Thomas J. Logano,,. Son père a des ancêtres d'origine italienne. Enfant et adolescent, il pratique le hockey sur glace lorsqu'il ne participe pas à des courses automobiles. En effet, il commence la course automobile dès l'âge de 6 ans dans des épreuves de Quarter Midget (en) dans le Connecticut. À 7 ans, il commence à accumuler les titres de champion dans les catégories régionales réservées aux jeunes pilotes : Eastern Grand National Championship dans la Junior Stock Car Division en 1997, Junior Honda Division Championship et Late Model Division Championship en 1998, puis en 1999, trois titres de champion de la Nouvelle-Angleterre en division Senior Stock, Late Model et Late B. .    
Le déménagement de la famille Logano en Géorgie n'empêche pas le jeune Joey de poursuivre sa moisson de succès et de titres : il remporte le Bandolero Bandits Series Championship et le Lions National Championship en 2000 puis le Southeast-based Pro Legends National Championship en 2002.
Les performances de Logano, qui commence à courir avec succès dans des séries régionales de stock-car, attirent l'œil des plus grands noms de la NASCAR et notamment de Mark Martin. Alors qu'il n'est âgé que de 15 ans, Martin conseille même à son employeur de l'époque (la Roush Racing) de le recruter. Mais c'est finalement une autre prestigieuse équipe de la NASCAR, le Joe Gibbs Racing, qui l'intègre à son programme de développement.
La saison 2008 correspond à l'année de la majorité pour Logano et donc à l'autorisation de courir dans les championnats nationaux. Celui que les journalistes appellent "sliced bread" (en référence à l'expression populaire the greatest thing since sliced bread qui sert à désigner une nouveauté extraordinaire), s'impose dès sa première course en ARCA RE/MAX Series à Rockingham. Il termine ensuite sixième lors de sa première participation à la course de Xfinity Series disputée à Dover. Lors de l'épreuve suivante à Nashville, il signe la pole position. Son premier succès survient dès sa troisième course disputée le 14 juin sur l'ovale du Kentucky. Cette victoire fait de lui le plus jeune vainqueur de l'histoire de la discipline, le précédent record appartenant à Casey Atwood.
De 2009 à 2012, il pilote en NASCAR Cup Series au volant de la Toyota Camry no 20 de l'écurie Joe Gibbs Racing en remplacement de Tony Stewart.
Fin 2012, il annonce son départ de chez Joe Gibbs Racing à la suite du transfert de Matt Kenseth dans la no 20. Il pilote désormais la Ford Mustang no 22 de la Team Penske.

## Palmarès

### NASCAR Cup Series
Au 5 mai 2025, Logano a participé à 590 courses réparties sur 17 saisons.
- Voiture en 2024 : no 22
- Écurie : Team Penske
- Résultat saison 2024 : 1er[9]
- Meilleur classement en fin de saison : 1er en 2018, 2022 et 2024
- 1re course : Sylvania 300, 2008 (Loudon)
- Dernière course : Saison 2025 en cours
- Première victoire : Lenox Industrial Tools 301, 2009 (Loudon)
- Dernière victoire :  WÜRTH 400 Presented by LIQUI MOLY 2025 (Texas Motor Speedway)
- Victoire(s) : 37
- Top5 : 168
- Top10 : 289
- Pole position : 31

| Légende  | |
| -------- | --- |
| Gras     | Pole position décerné par temps de qualification.                                                                                         |
| Italique | Pole position gagnés par les points au classement ou du temps d'essais.                                                                   |
| *        | Plus grand nombre de tours menés. |
| 01       | Aucun point de championnat car inéligible pour le titre lors de cette saison (le pilote concourt pour le titre dans une autre catégorie). |
| Résultats en NASCAR Cup Series | Résultats en NASCAR Cup Series | Résultats en NASCAR Cup Series | Résultats en NASCAR Cup Series | Résultats en NASCAR Cup Series | Résultats en NASCAR Cup Series | Résultats en NASCAR Cup Series | Résultats en NASCAR Cup Series | Résultats en NASCAR Cup Series | Résultats en NASCAR Cup Series | Résultats en NASCAR Cup Series | Résultats en NASCAR Cup Series | Résultats en NASCAR Cup Series | Résultats en NASCAR Cup Series | Résultats en NASCAR Cup Series | Résultats en NASCAR Cup Series | Résultats en NASCAR Cup Series | Résultats en NASCAR Cup Series | Résultats en NASCAR Cup Series | Résultats en NASCAR Cup Series | Résultats en NASCAR Cup Series | Résultats en NASCAR Cup Series | Résultats en NASCAR Cup Series | Résultats en NASCAR Cup Series | Résultats en NASCAR Cup Series | Résultats en NASCAR Cup Series | Résultats en NASCAR Cup Series | Résultats en NASCAR Cup Series | Résultats en NASCAR Cup Series | Résultats en NASCAR Cup Series | Résultats en NASCAR Cup Series | Résultats en NASCAR Cup Series | Résultats en NASCAR Cup Series | Résultats en NASCAR Cup Series | Résultats en NASCAR Cup Series | Résultats en NASCAR Cup Series | Résultats en NASCAR Cup Series | Résultats en NASCAR Cup Series | Résultats en NASCAR Cup Series | Résultats en NASCAR Cup Series | Résultats en NASCAR Cup Series | Résultats en NASCAR Cup Series |
| ------------------------------ | ------------------------------ | ------------------------------ | ------------------------------ | ------------------------------ | ------------------------------ | ------------------------------ | ------------------------------ | ------------------------------ | ------------------------------ | ------------------------------ | ------------------------------ | ------------------------------ | ------------------------------ | ------------------------------ | ------------------------------ | ------------------------------ | ------------------------------ | ------------------------------ | ------------------------------ | ------------------------------ | ------------------------------ | ------------------------------ | ------------------------------ | ------------------------------ | ------------------------------ | ------------------------------ | ------------------------------ | ------------------------------ | ------------------------------ | ------------------------------ | ------------------------------ | ------------------------------ | ------------------------------ | ------------------------------ | ------------------------------ | ------------------------------ | ------------------------------ | ------------------------------ | ------------------------------ | ------------------------------ | ------------------------------ |
| Année                          | Équipe                         | No.                            | Constructeur                   | 1                              | 2                              | 3                              | 4                              | 5                              | 6                              | 7                              | 8                              | 9                              | 10                             | 11                             | 12                             | 13                             | 14                             | 15                             | 16                             | 17                             | 18                             | 19                             | 20                             | 21                             | 22                             | 23                             | 24                             | 25                             | 26                             | 27                             | 28                             | 29                             | 30                             | 31                             | 32                             | 33                             | 34                             | 35                             | 36                             | Clas.                          | Pts                            |
| 2008                           | Joe Gibbs Racing               | 02                             | Toyota                         | DAY                            | CAL                            | LVS                            | ATL                            | BRI                            | MAR                            | TEX                            | PHO                            | TAL                            | RCH                            | DAR                            | CLT                            | DOV                            | POC                            | MCH                            | SON                            | NHA                            | DAY                            | CHI                            | IND                            | POC                            | GLN                            | MCH                            | BRI                            | CAL                            | RCH DNQ                        |                                |                                |                                |                                |                                |                                | ATL DNQ                        | TEX 40                         | PHO                            | HOM                            | 64e                            | 113                            |
| 2008                           | Hall of Fame Racing            | 95                             | Toyota                         |                                |                                |                                |                                |                                |                                |                                |                                |                                |                                |                                |                                |                                |                                |                                |                                |                                |                                |                                |                                |                                |                                |                                |                                |                                |                                | NHA 32                         | DOV                            | KAN 39                         | TAL                            | CLT                            | MAR                            |                                |                                |                                |                                | 64e                            | 113                            |
| 2009                           | Joe Gibbs Racing               | 20                             | Toyota                         | DAY 43                         | CAL 26                         | LVS 13                         | ATL 30                         | BRI 38                         | MAR 32                         | TEX 30                         | PHO 21                         | TAL 9                          | RCH 19                         | DAR 9                          | CLT 9                          | DOV 15                         | POC 23                         | MCH 25                         | SON 19                         | NHA 1                          | DAY 19                         | CHI 18                         | IND 12                         | POC 27                         | GLN 16                         | MCH 7                          | BRI 34                         | ATL 22                         | RCH 14                         | NHA 21                         | DOV 42                         | KAN 28                         | CAL 14                         | CLT 5                          | MAR 12                         | TAL 3                          | TEX 19                         | PHO 21                         | HOM 24                         | 20e                            | 3791                           |
| 2010                           | Joe Gibbs Racing               | 20                             | Toyota                         | DAY 20                         | CAL 5                          | LVS 6                          | ATL 35                         | BRI 27                         | MAR 2                          | PHO 10                         | TEX 28                         | TAL 36                         | RCH 16                         | DAR 27                         | DOV 10                         | CLT 13                         | POC 13                         | MCH 10                         | SON 33                         | NHA 9                          | DAY 29                         | CHI 19                         | IND 9                          | POC 25                         | GLN 33                         | MCH 10                         | BRI 18                         | ATL 27                         | RCH 4                          | NHA 35                         | DOV 3                          | KAN 17                         | CAL 11                         | CLT 7                          | MAR 6                          | TAL 5                          | TEX 4                          | PHO 3                          | HOM 39                         | 16e                            | 4185                           |
| 2011                           | Joe Gibbs Racing               | 20                             | Toyota                         | DAY 23                         | PHO 33                         | LVS 23                         | BRI 23                         | CAL 25                         | MAR 13                         | TEX 24                         | TAL 10                         | RCH 11                         | DAR 35                         | DOV 27                         | CLT 3                          | KAN 23                         | POC 11                         | MCH 18                         | SON 6                          | DAY 3                          | KEN 14                         | NHA 4                          | IND 25                         | POC 26                         | GLN 5                          | MCH 21                         | BRI 13                         | ATL 24                         | RCH 35                         | CHI 16                         | NHA 14                         | DOV 29                         | KAN 29                         | CLT 12                         | TAL 24                         | MAR 18                         | TEX 37                         | PHO 11                         | HOM 19                         | 24e                            | 902                            |
| 2012                           | Joe Gibbs Racing               | 20                             | Toyota                         | DAY 9                          | PHO 10                         | LVS 16                         | BRI 16                         | CAL 24                         | MAR 23                         | TEX 19                         | KAN 15                         | RCH 24                         | TAL 26                         | DAR 10                         | CLT 23                         | DOV 8                          | POC 1*                         | MCH 35                         | SON 10                         | KEN 22                         | DAY 4                          | NHA 14                         | IND 33                         | POC 13                         | GLN 32                         | MCH 31                         | BRI 8*                         | ATL 18                         | RCH 30                         | CHI 7                          | NHA 8                          | DOV 10                         | TAL 32                         | CLT 9                          | KAN 19                         | MAR 16                         | TEX 11                         | PHO 27                         | HOM 14                         | 17e                            | 965                            |
| 2013                           | Penske Racing                  | 22                             | Ford                           | DAY 19                         | PHO 26                         | LVS 12                         | BRI 17                         | CAL 3                          | MAR 23                         | TEX 5                          | KAN 39                         | RCH 3                          | TAL 35                         | DAR 22                         | CLT 5                          | DOV 7                          | POC 10                         | MCH 9                          | SON 11                         | KEN 4                          | DAY 40                         | NHA 40                         | IND 8                          | POC 7                          | GLN 7                          | MCH 1*                         | BRI 5                          | ATL 2*                         | RCH 22                         | CHI 37                         | NHA 14                         | DOV 3                          | KAN 4                          | CLT 18                         | TAL 16                         | MAR 14                         | TEX 3                          | PHO 9                          | HOM 8                          | 8e                             | 2323                           |
| 2014                           | Team Penske                    | 22                             | Ford                           | DAY 11                         | PHO 4                          | LVS 4                          | BRI 20                         | CAL 39                         | MAR 4                          | TEX 1*                         | DAR 35                         | RCH 1                          | TAL 32                         | KAN 4                          | CLT 12                         | DOV 8                          | POC 40                         | MCH 10                         | SON 16                         | KEN 9                          | DAY 17                         | NHA 40                         | IND 5                          | POC 3                          | GLN 6                          | MCH 3*                         | BRI 1                          | ATL 14                         | RCH 6                          | CHI 4                          | NHA 1                          | DOV 4                          | KAN 1*                         | CLT 4                          | TAL 11                         | MAR 5                          | TEX 12                         | PHO 6                          | HOM 16                         | 4e                             | 5028                           |
| 2015                           | Team Penske                    | 22                             | Ford                           | DAY 1                          | ATL 4                          | LVS 10                         | PHO 8                          | CAL 7                          | MAR 3                          | TEX 4                          | BRI 40                         | RCH 5                          | TAL 33                         | KAN 5                          | CLT 13                         | DOV 11                         | POC 4                          | MCH 5                          | SON 5                          | DAY 22                         | KEN 2                          | NHA 4                          | IND 2                          | POC 20*                        | GLN 1                          | MCH 7                          | BRI 1                          | DAR 4                          | RCH 3                          | CHI 6                          | NHA 3                          | DOV 10                         | CLT 1*                         | KAN 1                          | TAL 1                          | MAR 37*                        | TEX 40                         | PHO 3                          | HOM 4                          | 6e                             | 2360                           |
| 2016                           | Team Penske                    | 22                             | Ford                           | DAY 6                          | ATL 12                         | LVS 2                          | PHO 18                         | CAL 4                          | MAR 11                         | TEX 3                          | BRI 10                         | RCH 8                          | TAL 25                         | KAN 38                         | DOV 22                         | CLT 9                          | POC 5                          | MCH 1*                         | SON 3                          | DAY 4                          | KEN 39                         | NHA 3                          | IND 7                          | POC 37*                        | GLN 2                          | BRI 10                         | MCH 10                         | DAR 5                          | RCH 10                         | CHI 2                          | NHA 11                         | DOV 6                          | CLT 36                         | KAN 3                          | TAL 1                          | MAR 9                          | TEX 2*                         | PHO 1                          | HOM 4                          | 2e                             | 5037                           |
| 2017                           | Team Penske                    | 22                             | Ford                           | DAY 6                          | ATL 6                          | LVS 4                          | PHO 31                         | CAL 5                          | MAR 4                          | TEX 3                          | BRI 5                          | RCH 1                          | TAL 32                         | KAN 37                         | CLT 21                         | DOV 25                         | POC 23                         | MCH 3                          | SON 12                         | DAY 35                         | KEN 8                          | NHA 37                         | IND 4                          | POC 27                         | GLN 24                         | MCH 28                         | BRI 13                         | DAR 18                         | RCH 2                          | CHI 7                          | NHA 10                         | DOV 15                         | CLT 26                         | TAL 4*                         | KAN 21                         | MAR 24                         | TEX 7                          | PHO 12                         | HOM 6                          | 17e                            | 930                            |
| 2018                           | Team Penske                    | 22                             | Ford                           | DAY 4                          | ATL 6                          | LVS 7                          | PHO 19                         | CAL 5                          | MAR 6                          | TEX 6                          | BRI 9                          | RCH 4                          | TAL 1*                         | DOV 13                         | KAN 3                          | CLT 22                         | POC 9                          | MCH 7                          | SON 19                         | CHI 8                          | DAY 39                         | KEN 10                         | NHA 9                          | POC 26                         | GLN 37                         | MCH 10                         | BRI 4                          | DAR 2                          | IND 13                         | LVS 4                          | RCH 14                         | CLT 10                         | DOV 3                          | TAL 5                          | KAN 8*                         | MAR 1*                         | TEX 3                          | PHO 37                         | HOM 1*                         | 1er                            | 5040                           |
| 2019                           | Team Penske                    | 22                             | Ford                           | DAY 4                          | ATL 23                         | LVS 1                          | PHO 10                         | CAL 2                          | MAR 19                         | TEX 17                         | BRI 3                          | RCH 2                          | TAL 4                          | DOV 7                          | KAN 15                         | CLT 2                          | POC 7                          | MCH 1*                         | SON 23                         | CHI 3                          | DAY 25                         | KEN 7                          | NHA 9                          | POC 13                         | GLN 23                         | MCH 17                         | BRI 16                         | DAR 14                         | IND 2                          | LVS 9*                         | RCH 11                         | CLT 10                         | DOV 34                         | TAL 11                         | KAN 17                         | MAR 8                          | TEX 4                          | PHO 9                          | HOM 5                          | 5e                             | 2380                           |
| 2020                           | Team Penske                    | 22                             | Ford                           | DAY 26                         | LVS 1                          | CAL 12                         | PHO 1                          | DAR 18                         | DAR 6                          | CLT 13                         | CLT 6                          | BRI 21                         | ATL 10                         | MAR 4*                         | HOM 27                         | TAL 17                         | POC 36                         | POC 24                         | IND 10                         | KEN 15                         | TEX 3                          | KAN 35                         | NHA 4                          | MCH 8                          | MCH 5                          | DAY 9                          | DOV 8                          | DOV 6                          | DAY 27*                        | DAR 3                          | RCH 3                          | BRI 11                         | LVS 14                         | TAL 26*                        | CLT 2                          | KAN 1                          | TEX 10                         | MAR 3                          | PHO 3                          | 3e                             | 5034                           |
| 2021                           | Team Penske                    | 22                             | Ford                           | DAY 12                         | DAY 2                          | HOM 25                         | LVS 9                          | PHO 2*                         | ATL 15                         | BRI 1                          | MAR 6                          | RCH 3                          | TAL 39                         | KAN 17                         | DAR 13                         | DOV 5                          | COA 3*                         | CLT 17                         | SON 4                          | NSH 10                         | POC 7                          | POC 10                         | ROA 15                         | ATL 19                         | NHA 4                          | GLN 22                         | IND 34                         | MCH 33                         | DAY 23*                        | DAR 8                          | RCH 5                          | BRI 11                         | LVS 11                         | TAL 3                          | CLT 7                          | TEX 30                         | KAN 9                          | MAR 10                         | PHO 11                         | 8e                             | 2336                           |
| 2022                           | Team Penske                    | 22                             | Ford                           | DAY 21                         | CAL 5                          | LVS 14                         | PHO 8                          | ATL 9                          | COA 31                         | RCH 17                         | MAR 2                          | BRI 3                          | TAL 32                         | DOV 29                         | DAR 1*                         | KAN 17                         | CLT 20                         | GTW 1                          | SON 17                         | NSH 9                          | ROA 27                         | ATL 26                         | NHA 24                         | POC 20                         | IND 6                          | MCH 4                          | RCH 6*                         | GLN 3                          | DAY 12                         | DAR 4                          | KAN 17                         | BRI 27                         | TEX 2                          | TAL 27                         | CLT 18                         | LVS 1                          | HOM 18                         | MAR 6                          | PHO 1*                         | 1er                            | 5040                           |
| 2023                           | Team Penske                    | 22                             | Ford                           | DAY 2                          | CAL 10                         | LVS 36                         | PHO 11                         | ATL 1*                         | COA 28                         | RCH 7                          | BRD 37                         | MAR 2                          | TAL 30                         | DOV 31                         | KAN 6                          | DAR 18                         | CLT 21                         | GTW 3                          | SON 3                          | NSH 19                         | CSC 8                          | ATL 17                         | NHA 2                          | POC 35                         | RCH 4                          | MCH 14                         | IRC 34                         | GLN 10                         | DAY 5                          | DAR 12                         | KAN 5                          | BRI 34                         | TEX 21                         | TAL 24*                        | ROV 5                          | LVS 12                         | HOM 8                          | MAR 4                          | PHO 18                         | 12e                            | 2258                           |
| 2024                           | Team Penske                    | 22                             | Ford                           | DAY 32*                        | ATL 28                         | LVS 9                          | PHO 34                         | BRI 22                         | COA 11                         | RCH 2                          | MAR 6                          | TEX 11                         | TAL 19                         | DOV 16                         | KAN 34                         | DAR 21                         | CLT 14                         | GTW 5                          | SON 21                         | IOW 6                          | NHA 32                         | NSH 1                          | CSC 23                         | POC 5                          | IND 34                         | RCH 19                         | MCH 33                         | DAY 31*                        | DAR 8                          | ATL 1                          | GLN 15                         | BRI 28                         | KAN 14                         | TAL 33                         | ROV 8                          | LVS 1                          | HOM 28                         | MAR 10                         | PHO 1                          | 1er                            | 5040                           |
| 2025                           | DAY 35                         | ATL 12*                        | COA 24                         | PHO 13                         | LVS 15                         | HOM 14                         | MAR 8                          | DAR 13                         | BRI 24                         | TAL 39                         | TEX 1                          | KAN                            | CLT                            | NSH                            | MCH                            | MXC                            | POC                            | ATL                            | CSC                            | SON                            | DOV                            | IND                            | IOW                            | GLN                            | RCH                            | DAY                            | DAR                            | GTW                            | BRI                            | NHA                            | KAN                            | ROV                            | LVS                            | TAL                            | MAR                            | PHO                            | -*                             | -*                             |                                |                                |                                |
| Résultats au Daytona 500 | Résultats au Daytona 500 | Résultats au Daytona 500 | Résultats au Daytona 500 | Résultats au Daytona 500 |
| ------------------------ | ------------------------ | ------------------------ | ------------------------ | ------------------------ |
| Année                    | L'équipe                 | Fabricant                | Position au              | Position au              |
| Année                    | L'équipe                 | Fabricant                | Départ                   | Arrivée                  |
| 2009                     | Joe Gibbs Racing         | Toyota                   | 9                        | 43                       |
| 2010                     | Joe Gibbs Racing         | Toyota                   | 16                       | 20                       |
| 2011                     | Joe Gibbs Racing         | Toyota                   | 38                       | 23                       |
| 2012                     | Joe Gibbs Racing         | Toyota                   | 12                       | 9                        |
| 2013                     | Penske Racing            | Ford                     | 21                       | 19                       |
| 2014                     | Team Penske              | Ford                     | 35                       | 11                       |
| 2015                     | Team Penske              | Ford                     | 5                        | 1                        |
| 2016                     | Team Penske              | Ford                     | 5                        | 6                        |
| 2017                     | Team Penske              | Ford                     | 15                       | 6                        |
| 2018                     | Team Penske              | Ford                     | 5                        | 4                        |
| 2019                     | Team Penske              | Ford                     | 4                        | 4                        |
| 2020                     | Team Penske              | Ford                     | 3                        | 26                       |
| 2021                     | Team Penske              | Ford                     | 9                        | 12                       |
| 2022                     | Team Penske              | Ford                     | 20                       | 21                       |
| 2023                     | Team Penske              | Ford                     | 3                        | 2                        |
| 2024                     | Team Penske              | Ford                     | 1                        | 32*                      |
| 2024                     | 10                       | 35                       |                          |                          |

### NASCAR Xfinity Series
Au 5 mai 2025, Logano a participé à 179 courses réparties sur 13 saisons :
- Dernière saison : Voiture Ford no 15 de la AM Racing en 2024
- Résultat dernière saison : 82e en 2019
- Meilleur classement en fin de saison : 8e en 2010
- Première course : Heluva Good! 200 de 2008 (à Dover)
- Dernière course : Sport Clips Haircuts VFW 200 de 20124 (à  Darlington)
- Première victoire : Meijer 300 de 2008 (au Kentucky)
- Dernière victoire : Zippo 200 at The Glen de 2018 (à Watkins Glen)
- Victoire(s) : 30
- Top5 : 95
- Top10 : 145
- Pole position : 36

| Légende  | |
| -------- | --- |
| Gras     | Pole position décerné par temps de qualification.                                                                                         |
| Italique | Pole position gagnés par les points au classement ou du temps d'essais.                                                                   |
| *        | Plus grand nombre de tours menés. |
| 01       | Aucun point de championnat car inéligible pour le titre lors de cette saison (le pilote concourt pour le titre dans une autre catégorie). |
| Résultats en NASCAR Xfinity Series[10] | Résultats en NASCAR Xfinity Series[10] | Résultats en NASCAR Xfinity Series[10] | Résultats en NASCAR Xfinity Series[10] | Résultats en NASCAR Xfinity Series[10] | Résultats en NASCAR Xfinity Series[10] | Résultats en NASCAR Xfinity Series[10] | Résultats en NASCAR Xfinity Series[10] | Résultats en NASCAR Xfinity Series[10] | Résultats en NASCAR Xfinity Series[10] | Résultats en NASCAR Xfinity Series[10] | Résultats en NASCAR Xfinity Series[10] | Résultats en NASCAR Xfinity Series[10] | Résultats en NASCAR Xfinity Series[10] | Résultats en NASCAR Xfinity Series[10] | Résultats en NASCAR Xfinity Series[10] | Résultats en NASCAR Xfinity Series[10] | Résultats en NASCAR Xfinity Series[10] | Résultats en NASCAR Xfinity Series[10] | Résultats en NASCAR Xfinity Series[10] | Résultats en NASCAR Xfinity Series[10] | Résultats en NASCAR Xfinity Series[10] | Résultats en NASCAR Xfinity Series[10] | Résultats en NASCAR Xfinity Series[10] | Résultats en NASCAR Xfinity Series[10] | Résultats en NASCAR Xfinity Series[10] | Résultats en NASCAR Xfinity Series[10] | Résultats en NASCAR Xfinity Series[10] | Résultats en NASCAR Xfinity Series[10] | Résultats en NASCAR Xfinity Series[10] | Résultats en NASCAR Xfinity Series[10] | Résultats en NASCAR Xfinity Series[10] | Résultats en NASCAR Xfinity Series[10] | Résultats en NASCAR Xfinity Series[10] | Résultats en NASCAR Xfinity Series[10] | Résultats en NASCAR Xfinity Series[10] | Résultats en NASCAR Xfinity Series[10] | Résultats en NASCAR Xfinity Series[10] | Résultats en NASCAR Xfinity Series[10] | Résultats en NASCAR Xfinity Series[10] | Résultats en NASCAR Xfinity Series[10] |
| -------------------------------------- | -------------------------------------- | -------------------------------------- | -------------------------------------- | -------------------------------------- | -------------------------------------- | -------------------------------------- | -------------------------------------- | -------------------------------------- | -------------------------------------- | -------------------------------------- | -------------------------------------- | -------------------------------------- | -------------------------------------- | -------------------------------------- | -------------------------------------- | -------------------------------------- | -------------------------------------- | -------------------------------------- | -------------------------------------- | -------------------------------------- | -------------------------------------- | -------------------------------------- | -------------------------------------- | -------------------------------------- | -------------------------------------- | -------------------------------------- | -------------------------------------- | -------------------------------------- | -------------------------------------- | -------------------------------------- | -------------------------------------- | -------------------------------------- | -------------------------------------- | -------------------------------------- | -------------------------------------- | -------------------------------------- | -------------------------------------- | -------------------------------------- | -------------------------------------- | -------------------------------------- |
| Année                                  | Équipe                                 | No.                                    | Constructeur                           | 1                                      | 2                                      | 3                                      | 4                                      | 5                                      | 6                                      | 7                                      | 8                                      | 9                                      | 10                                     | 11                                     | 12                                     | 13                                     | 14                                     | 15                                     | 16                                     | 17                                     | 18                                     | 19                                     | 20                                     | 21                                     | 22                                     | 23                                     | 24                                     | 25                                     | 26                                     | 27                                     | 28                                     | 29                                     | 30                                     | 31                                     | 32                                     | 33                                     | 34                                     | 35                                     | Clas.                                  | Pts                                    |
| 2008                                   | Joe Gibbs Racing                       | 20                                     | Toyota                                 | DAY                                    | CAL                                    | LVS                                    | ATL                                    | BRI                                    | NSH                                    | TEX                                    | PHO                                    | MXC                                    | TAL                                    | RCH                                    | DAR                                    | CLT                                    | DOV 6                                  | NSH 31                                 | KEN 1*                                 | MLW 2                                  | NHA                                    | DAY                                    | CHI                                    | GTY 2                                  | IRP 8                                  | CGV 17                                 | GLN 7                                  |                                        | BRI 16                                 | CAL 6                                  | RCH 7                                  | DOV 14                                 | KAN 9                                  | CLT 14                                 | MEM 5                                  | TEX 4                                  | PHO 10                                 | HOM 10                                 | 20e                                    | 2555                                   |
| 2008                                   | Joe Gibbs Racing                       | 18                                     | Toyota                                 |                                        |                                        |                                        |                                        |                                        |                                        |                                        |                                        |                                        |                                        |                                        |                                        |                                        |                                        |                                        |                                        |                                        |                                        |                                        |                                        |                                        |                                        |                                        |                                        | MCH 7                                  |                                        |                                        |                                        |                                        |                                        |                                        |                                        |                                        |                                        |                                        | 20e                                    | 2555                                   |
| 2009                                   | Joe Gibbs Racing                       | 20                                     | Toyota                                 | DAY 20                                 | CAL 3                                  | LVS                                    | BRI 9                                  | TEX 12                                 | NSH 1*                                 | PHO 4                                  | TAL 3                                  | RCH 6                                  | DAR 12                                 | CLT 5                                  | DOV 2                                  | NSH                                    | KEN 1                                  | MLW                                    | NHA 2*                                 | DAY 4                                  | CHI 1*                                 | GTY                                    | IRP                                    | IOW                                    | GLN 33                                 | MCH                                    | BRI                                    | CGV                                    | ATL 6                                  | RCH                                    | DOV                                    | KAN 1                                  | CAL 1                                  | CLT 14                                 | MEM                                    | TEX 24                                 | PHO                                    | HOM 4                                  | 14e                                    | 3371                                   |
| 2010                                   | Joe Gibbs Racing                       | 20                                     | Toyota                                 | DAY 7                                  | CAL 5*                                 | LVS                                    | BRI 14                                 | NSH 8*                                 | PHO 10                                 | TEX 2                                  | TAL 2                                  | RCH 6                                  | DAR                                    | DOV                                    | CLT 3                                  | NSH                                    | KEN 1*                                 | ROA                                    | NHA 4                                  | DAY 2                                  | CHI 2                                  | GTY                                    | IRP                                    | IOW                                    | GLN 2                                  | MCH 6                                  | BRI 10                                 | CGV 6                                  | ATL 6                                  | RCH                                    | DOV 2                                  | KAN 1                                  | CAL 5                                  | CLT 4                                  | GTY                                    | TEX 4                                  | PHO 3                                  | HOM 7                                  | 8e                                     | 4038                                   |
| 2011                                   | Joe Gibbs Racing                       | 20                                     | Toyota                                 | DAY 12                                 | PHO 6                                  | LVS                                    | BRI 5                                  | CAL 7                                  | TEX 4                                  | TAL 2                                  | NSH 4                                  | RCH                                    | DAR                                    | DOV 13                                 | IOW                                    | CLT 11                                 | CHI                                    | MCH 6                                  | ROA                                    | DAY 1                                  | KEN 10                                 | NHA 29                                 | NSH                                    | IRP                                    | IOW                                    | GLN 3                                  | CGV                                    | BRI 2                                  | ATL                                    | RCH                                    |                                        |                                        |                                        | CLT 19                                 | TEX 8                                  |                                        | HOM 10                                 |                                        | 92e                                    | 01                                     |
| 2011                                   | Joe Gibbs Racing                       | 18                                     | Toyota                                 |                                        |                                        |                                        |                                        |                                        |                                        |                                        |                                        |                                        |                                        |                                        |                                        |                                        |                                        |                                        |                                        |                                        |                                        |                                        |                                        |                                        |                                        |                                        |                                        |                                        |                                        |                                        | CHI 19                                 | DOV 13                                 | KAN 7                                  |                                        |                                        | PHO 4                                  |                                        |                                        | 92e                                    | 01                                     |
| 2012                                   | Joe Gibbs Racing                       | 20                                     | Toyota                                 | DAY 16                                 | PHO 8                                  | LVS                                    |                                        |                                        | TEX 15                                 | RCH 18                                 |                                        | DAR 1                                  | IOW                                    | CLT 6                                  |                                        |                                        |                                        |                                        |                                        |                                        |                                        | IND 7                                  | IOW                                    |                                        |                                        |                                        |                                        |                                        |                                        |                                        |                                        | CLT 1*                                 |                                        | TEX 10                                 |                                        |                                        |                                        |                                        | 99e                                    | 01                                     |
| 2012                                   | Joe Gibbs Racing                       | 18                                     | Toyota                                 |                                        |                                        |                                        | BRI 4*                                 | CAL 1*                                 |                                        |                                        | TAL 1                                  |                                        |                                        |                                        | DOV 1*                                 | MCH 1                                  | ROA                                    | KEN                                    | DAY 5                                  | NHA                                    | CHI                                    |                                        |                                        | GLN 22                                 | CGV                                    | BRI 1                                  | ATL                                    | RCH                                    | CHI 9*                                 | KEN                                    | DOV 1*                                 |                                        | KAN 3                                  |                                        | PHO 1*                                 | HOM 16                                 |                                        |                                        | 99e                                    | 01                                     |
| 2013                                   | Team Penske                            | 22                                     | Ford                                   | DAY                                    | PHO                                    | LVS                                    | BRI                                    | CAL                                    | TEX                                    | RCH                                    | TAL 2*                                 | DAR 4                                  | CLT 3                                  | DOV 1                                  | IOW                                    | MCH 11                                 | ROA                                    | KEN                                    | DAY 9                                  | NHA 11                                 | CHI 1                                  | IND 3                                  | IOW                                    |                                        |                                        |                                        | ATL 6                                  | RCH                                    | CHI 2                                  | KEN                                    | DOV 1*                                 | KAN                                    | CLT 7                                  | TEX                                    | PHO                                    | HOM 6                                  |                                        |                                        | 91e                                    | 01                                     |
| 2013                                   | Team Penske                            | 48                                     | Ford                                   |                                        |                                        |                                        |                                        |                                        |                                        |                                        |                                        |                                        |                                        |                                        |                                        |                                        |                                        |                                        |                                        |                                        |                                        |                                        |                                        | GLN 21                                 | MOH                                    | BRI                                    |                                        |                                        |                                        |                                        |                                        |                                        |                                        |                                        |                                        |                                        |                                        |                                        | 91e                                    | 01                                     |
| 2014                                   | Team Penske                            | 22                                     | Ford                                   | DAY                                    | PHO                                    | LVS                                    | BRI                                    | CAL 4*                                 | TEX                                    | DAR 5                                  | RCH                                    | TAL                                    | IOW                                    | CLT                                    | DOV 3                                  | MCH 16                                 | ROA                                    | KEN                                    | DAY 6                                  | NHA                                    | CHI                                    | IND 5                                  | IOW                                    |                                        |                                        |                                        | ATL 2                                  | RCH                                    | CHI                                    | KEN                                    | DOV 2                                  | KAN                                    | CLT                                    | TEX 2                                  | PHO                                    | HOM                                    |                                        |                                        | 86e                                    | 01                                     |
| 2014                                   | Team Penske                            | 12                                     | Ford                                   |                                        |                                        |                                        |                                        |                                        |                                        |                                        |                                        |                                        |                                        |                                        |                                        |                                        |                                        |                                        |                                        |                                        |                                        |                                        |                                        | GLN 3                                  | MOH                                    | BRI                                    |                                        |                                        |                                        |                                        |                                        |                                        |                                        |                                        |                                        |                                        |                                        |                                        | 86e                                    | 01                                     |
| 2015                                   | Team Penske                            | 22                                     | Ford                                   | DAY                                    | ATL 2                                  | LVS                                    | PHO 1*                                 | CAL                                    | TEX                                    | BRI 1**                                | RCH 2                                  | TAL 1*                                 | IOW                                    | CLT                                    | DOV                                    | MCH 7*                                 | CHI                                    | DAY 14                                 | KEN                                    | NHA                                    | IND                                    | IOW                                    |                                        |                                        |                                        |                                        | DAR 6                                  | RCH 4                                  | CHI                                    | KEN                                    | DOV                                    | CLT                                    | KAN 3                                  | TEX                                    | PHO                                    | HOM                                    |                                        |                                        | 82e                                    | 01                                     |
| 2015                                   | Team Penske                            | 12                                     | Ford                                   |                                        |                                        |                                        |                                        |                                        |                                        |                                        |                                        |                                        |                                        |                                        |                                        |                                        |                                        |                                        |                                        |                                        |                                        | GLN 1                                  | MOH                                    | BRI                                    | ROA                                    |                                        |                                        |                                        |                                        |                                        |                                        |                                        |                                        |                                        |                                        |                                        |                                        |                                        | 82e                                    | 01                                     |
| 2016                                   | Team Penske                            | 22                                     | Ford                                   | DAY 2*                                 | ATL                                    | LVS                                    | PHO                                    | CAL                                    | TEX                                    | BRI 9                                  | RCH                                    | TAL 27                                 | DOV 7                                  | CLT 3                                  | POC 5                                  | MCH 6                                  | IOW                                    | DAY 4*                                 | KEN                                    | NHA                                    | IND 8                                  | IOW                                    |                                        |                                        |                                        |                                        |                                        |                                        | CHI 7                                  | KEN                                    | DOV QL†                                |                                        | KAN 4                                  | TEX                                    | PHO                                    | HOM                                    |                                        |                                        | 88e                                    | 01                                     |
| 2016                                   | Team Penske                            | 12                                     | Ford                                   |                                        |                                        |                                        |                                        |                                        |                                        |                                        |                                        |                                        |                                        |                                        |                                        |                                        |                                        |                                        |                                        |                                        |                                        |                                        | GLN1*                                  | MOH                                    | BRI                                    | ROA                                    | DAR                                    | RCH                                    |                                        |                                        |                                        | CLT 1                                  |                                        |                                        |                                        |                                        |                                        |                                        | 88e                                    | 01                                     |
| 2017                                   | Team Penske                            | 12                                     | Ford                                   | DAY                                    | ATL                                    | LVS 1*                                 | PHO                                    |                                        | TEX 34                                 | BRI                                    | RCH                                    |                                        |                                        |                                        |                                        |                                        |                                        |                                        |                                        |                                        |                                        |                                        | GLN 2                                  | MOH                                    |                                        |                                        |                                        |                                        |                                        |                                        |                                        |                                        |                                        |                                        |                                        |                                        |                                        |                                        | 90e                                    | 01                                     |
| 2017                                   | Team Penske                            | 22                                     | Ford                                   |                                        |                                        |                                        |                                        | CAL2*                                  |                                        |                                        |                                        | TAL 3                                  | CLT                                    | DOV                                    | POC                                    | MCH                                    | IOW                                    | DAY 8                                  | KEN 6                                  | NHA                                    | IND 3                                  | IOW                                    |                                        |                                        | BRI 9                                  | ROA                                    | DAR 2                                  | RCH                                    | CHI                                    | KEN                                    | DOV                                    | CLT                                    | KAN                                    | TEX                                    | PHO                                    | HOM                                    |                                        |                                        | 90e                                    | 01                                     |
| 2018                                   | Team Penske                            | 22                                     | Ford                                   | DAY 34                                 | ATL 2                                  | LVS                                    | PHO                                    | CAL 1*                                 | TEX                                    | BRI                                    | RCH                                    | TAL                                    | DOV                                    | CLT                                    | POC                                    | MCH                                    | IOW                                    | CHI                                    | DAY                                    | KEN                                    | NHA                                    | IOW                                    | GLN 1*                                 | MOH                                    | BRI 5                                  | ROA                                    | DAR                                    | IND                                    | LVS                                    | RCH                                    | CLT                                    | DOV                                    | KAN                                    | TEX                                    | PHO                                    | HOM                                    |                                        |                                        | 85e                                    | 01                                     |
| 2019                                   | Team Penske                            | 12                                     | Ford                                   | DAY                                    | ATL                                    | LVS                                    | PHO                                    | CAL                                    | TEX                                    | BRI                                    | RCH                                    | TAL                                    | DOV                                    | CLT                                    | POC                                    | MCH                                    | IOW                                    | CHI 2                                  | DAY                                    | KEN                                    | NHA                                    | IOW                                    | GLN                                    | MOH                                    | BRI 36                                 | ROA                                    | DAR                                    | IND                                    | LVS                                    | RCH                                    | CLT                                    | DOV                                    | KAN                                    | TEX                                    | PHO                                    | HOM                                    |                                        |                                        | 82e                                    | 01                                     |
| 2024                                   | AM Racing                              | 15                                     | Ford                                   | DAY                                    | ATL                                    | LVS                                    | PHO                                    | COA                                    | RCH                                    | MAR                                    | TEX                                    | TAL                                    | DOV                                    | DAR                                    | CLT                                    | PIR                                    | SON                                    | IOW                                    | NHA                                    | NSH                                    | CSC /8                                 | POC                                    | IND                                    | MCH                                    | DAY                                    | DAR 38                                 | ATL                                    | GLN                                    | BRI                                    | KAN                                    | TAL                                    | ROV                                    | LVS                                    | HOM                                    | MAR                                    | PHO                                    |                                        |                                        | E.C.                                   | 01                                     |

### NASCAR Truck Series
Au 5 mai 2025, Logano a participé à 9 courses réparties sur 5 saisons :
- Dernière saison : Voiture Ford no 66 de la ThorSport Racing en 2023
- Résultat dernière saison : 85e en 2023
- Meilleur classement en fin de saison : 83e en 2015
- Première course : Mountain Dew 250 (Talladega) de 2008
- Dernière course : Weather Guard Truck Race on dirt (Bristol Dirt) de 2023
- Première victoire : Kroger 250 en 2015 à Martinsville
- Dernière victoire : Weather Guard Truck Race on dirt (Bristol Dirt) de 2023
- Victoire(s) : 2
- Top5 : 5
- Top10 : 6
- Pole position : 2

| Légende  | |
| -------- | --- |
| Gras     | Pole position décerné par temps de qualification.                                                                                         |
| Italique | Pole position gagnés par les points au classement ou du temps d'essais.                                                                   |
| *        | Plus grand nombre de tours menés. |
| 01       | Aucun point de championnat car inéligible pour le titre lors de cette saison (le pilote concourt pour le titre dans une autre catégorie). |
| Résultats en NASCAR Camping World Truck Series[11] | Résultats en NASCAR Camping World Truck Series[11] | Résultats en NASCAR Camping World Truck Series[11] | Résultats en NASCAR Camping World Truck Series[11] | Résultats en NASCAR Camping World Truck Series[11] | Résultats en NASCAR Camping World Truck Series[11] | Résultats en NASCAR Camping World Truck Series[11] | Résultats en NASCAR Camping World Truck Series[11] | Résultats en NASCAR Camping World Truck Series[11] | Résultats en NASCAR Camping World Truck Series[11] | Résultats en NASCAR Camping World Truck Series[11] | Résultats en NASCAR Camping World Truck Series[11] | Résultats en NASCAR Camping World Truck Series[11] | Résultats en NASCAR Camping World Truck Series[11] | Résultats en NASCAR Camping World Truck Series[11] | Résultats en NASCAR Camping World Truck Series[11] | Résultats en NASCAR Camping World Truck Series[11] | Résultats en NASCAR Camping World Truck Series[11] | Résultats en NASCAR Camping World Truck Series[11] | Résultats en NASCAR Camping World Truck Series[11] | Résultats en NASCAR Camping World Truck Series[11] | Résultats en NASCAR Camping World Truck Series[11] | Résultats en NASCAR Camping World Truck Series[11] | Résultats en NASCAR Camping World Truck Series[11] | Résultats en NASCAR Camping World Truck Series[11] | Résultats en NASCAR Camping World Truck Series[11] | Résultats en NASCAR Camping World Truck Series[11] | Résultats en NASCAR Camping World Truck Series[11] | Résultats en NASCAR Camping World Truck Series[11] | Résultats en NASCAR Camping World Truck Series[11] | Résultats en NASCAR Camping World Truck Series[11] |
| -------------------------------------------------- | -------------------------------------------------- | -------------------------------------------------- | -------------------------------------------------- | -------------------------------------------------- | -------------------------------------------------- | -------------------------------------------------- | -------------------------------------------------- | -------------------------------------------------- | -------------------------------------------------- | -------------------------------------------------- | -------------------------------------------------- | -------------------------------------------------- | -------------------------------------------------- | -------------------------------------------------- | -------------------------------------------------- | -------------------------------------------------- | -------------------------------------------------- | -------------------------------------------------- | -------------------------------------------------- | -------------------------------------------------- | -------------------------------------------------- | -------------------------------------------------- | -------------------------------------------------- | -------------------------------------------------- | -------------------------------------------------- | -------------------------------------------------- | -------------------------------------------------- | -------------------------------------------------- | -------------------------------------------------- | -------------------------------------------------- |
| Année                                              | Équipe                                             | No.                                                | Constructeur                                       | 1                                                  | 2                                                  | 3                                                  | 4                                                  | 5                                                  | 6                                                  | 7                                                  | 8                                                  | 9                                                  | 10                                                 | 11                                                 | 12                                                 | 13                                                 | 14                                                 | 15                                                 | 16                                                 | 17                                                 | 18                                                 | 19                                                 | 20                                                 | 21                                                 | 22                                                 | 23                                                 | 24                                                 | 25                                                 | Clas.                                              | Pts                                                |
| 2008                                               | HT Motorsports (en)                                | 59                                                 | Toyota                                             | DAY                                                | CAL                                                | ATL                                                | MAR                                                | KAN                                                | CLT                                                | MFD                                                | DOV                                                | TEX                                                | MCH                                                | MLW                                                | MEM                                                | KEN                                                | IRP                                                | NSH                                                | BRI                                                | GTY                                                | NHA                                                | LVS                                                | TAL 26                                             | MAR                                                | ATL                                                | TEX                                                | PHO                                                | HOM                                                | 91e                                                | 85                                                 |
| 2013                                               | Brad Keselowski Racing (en)                        | 59                                                 | Ford                                               | DAY                                                | MAR                                                | CAR 2                                              | KAN 24                                             | CLT                                                | DOV                                                | TEX                                                | KEN                                                | IOW                                                | ELD                                                | POC                                                | MCH 4                                              | BRI                                                | MSP                                                | IOW                                                | CHI                                                | LVS                                                | TAL                                                | MAR                                                | TEX                                                | PHO                                                | HOM                                                |                                                    |                                                    |                                                    | 88e                                                | 01                                                 |
| 2014                                               | Brad Keselowski Racing (en)                        | 59                                                 | Ford                                               | DAY                                                | MAR                                                | KAN 3                                              | CLT                                                | DOV                                                | TEX                                                | GTY                                                | KEN                                                | IOW                                                | ELD                                                | POC                                                | MCH 18                                             | BRI                                                | MSP                                                | CHI                                                | NHA                                                | LVS                                                | TAL                                                | MAR                                                | TEX                                                | PHO                                                | HOM                                                |                                                    |                                                    |                                                    | 92e                                                | 01                                                 |
| 2015                                               | Brad Keselowski Racing (en)                        | 29                                                 | Ford                                               | DAY                                                | ATL                                                | MAR 1*                                             | KAN                                                | CLT                                                | DOV                                                | TEX                                                | GTW                                                | IOW                                                | KEN                                                | ELD                                                | POC                                                | MCH                                                | BRI                                                | MSP                                                | CHI                                                | NHA                                                | LVS                                                | TAL                                                | MAR                                                | TEX                                                | PHO                                                | HOM                                                |                                                    |                                                    | 83e                                                | 01                                                 |
| 2022                                               | David Gilliland Racing (en)                        | 54                                                 | Ford                                               | DAY                                                | LVS                                                | ATL                                                | COA                                                | MAR                                                | BRI 6                                              | DAR                                                | KAN                                                | TEX                                                | CLT                                                | GTW                                                | SON                                                | KNO                                                | NSH                                                | MOH                                                | POC                                                | IRP                                                | RCH                                                | KAN                                                | BRI                                                | TAL                                                | HOM                                                | PHO                                                |                                                    |                                                    | 90e                                                | 01                                                 |
| 2023                                               | ThorSport Racing (en)                              | 66                                                 | Ford                                               | DAY                                                | LVS                                                | ATL                                                | COA                                                | TEX                                                | BRD 1*                                             | MAR                                                | KAN                                                | DAR                                                | NWS                                                | CHA                                                | GTW                                                | NSH                                                | MOH                                                | POC                                                | RCH                                                | IRP                                                | MLW                                                | KAN                                                | BRI                                                | TAL                                                | HOM                                                | PHO                                                |                                                    |                                                    | 85e                                                | 01*                                                |

### NASCAR K&N PRO Series East
Au 5 mai 2025, Logano a participé à 13 courses réparties sur 1 saison :
- Dernière saison : Voiture Chevrolet no 20 de la Joe Gibbs Driven en 2007
- Résultat dernière saison : 1er en 2007
- Meilleur classement en fin de saison : 1er en 2007
- Victoire(s) : 5
- Top5 : 10
- Top10 : 10
- Pole position : 3

| Résultats en NASCAR K&N PRO Series East[12] | Résultats en NASCAR K&N PRO Series East[12] | Résultats en NASCAR K&N PRO Series East[12] | Résultats en NASCAR K&N PRO Series East[12] | Résultats en NASCAR K&N PRO Series East[12] | Résultats en NASCAR K&N PRO Series East[12] | Résultats en NASCAR K&N PRO Series East[12] | Résultats en NASCAR K&N PRO Series East[12] | Résultats en NASCAR K&N PRO Series East[12] | Résultats en NASCAR K&N PRO Series East[12] | Résultats en NASCAR K&N PRO Series East[12] | Résultats en NASCAR K&N PRO Series East[12] | Résultats en NASCAR K&N PRO Series East[12] | Résultats en NASCAR K&N PRO Series East[12] | Résultats en NASCAR K&N PRO Series East[12] | Résultats en NASCAR K&N PRO Series East[12] | Résultats en NASCAR K&N PRO Series East[12] | Résultats en NASCAR K&N PRO Series East[12] |      |
| ------------------------------------------- | ------------------------------------------- | ------------------------------------------- | ------------------------------------------- | ------------------------------------------- | ------------------------------------------- | ------------------------------------------- | ------------------------------------------- | ------------------------------------------- | ------------------------------------------- | ------------------------------------------- | ------------------------------------------- | ------------------------------------------- | ------------------------------------------- | ------------------------------------------- | ------------------------------------------- | ------------------------------------------- | ------------------------------------------- | ---- |
| Année                                       | Équipe                                      | No.                                         | Constructeur                                | 1                                           | 2                                           | 3                                           | 4                                           | 5                                           | 6                                           | 7                                           | 8                                           | 9                                           | 10                                          | 11                                          | 12                                          | 13                                          | Clas.                                       | Pts  |
| 2007                                        | Joe Gibbs Racing                            | 20                                          | Chevrolet                                   | GRE1*                                       |                                             |                                             | SBO 3                                       | STA 11                                      | NHA 1*                                      | TMP 5                                       | NSH 2                                       | ADI 1                                       | LRP 23                                      | MFD 3                                       | NHA 1*                                      | DOV 2*                                      | 1er                                         | 2123 |
| 2007                                        | Joe Gibbs Racing                            | 20                                          | Chevrolet                                   |                                             | ELK 13                                      | IOW 1                                       |                                             |                                             |                                             |                                             |                                             |                                             |                                             |                                             |                                             |                                             | 1er                                         | 2123 |

## K&N Pro Series West
Au 5 mai 2025, Logano a participé à 4 courses réparties sur 3 saisons :
- Dernière saison : Voiture Toyota no 18 de la Joe Gibbs Racing Oil en 2011
- Résultat dernière saison : 60e en 2011
- Meilleur classement en fin de saison : 38e en 2007
- Victoire(s) : 2
- Top5 : 2
- Top10 : 2
- Pole position : 0

| Résultats en NASCAR K&N Pro Series West | Résultats en NASCAR K&N Pro Series West | Résultats en NASCAR K&N Pro Series West | Résultats en NASCAR K&N Pro Series West | Résultats en NASCAR K&N Pro Series West | Résultats en NASCAR K&N Pro Series West | Résultats en NASCAR K&N Pro Series West | Résultats en NASCAR K&N Pro Series West | Résultats en NASCAR K&N Pro Series West | Résultats en NASCAR K&N Pro Series West | Résultats en NASCAR K&N Pro Series West | Résultats en NASCAR K&N Pro Series West | Résultats en NASCAR K&N Pro Series West | Résultats en NASCAR K&N Pro Series West | Résultats en NASCAR K&N Pro Series West | Résultats en NASCAR K&N Pro Series West | Résultats en NASCAR K&N Pro Series West | Résultats en NASCAR K&N Pro Series West | Résultats en NASCAR K&N Pro Series West | Résultats en NASCAR K&N Pro Series West | Résultats en NASCAR K&N Pro Series West |
| --------------------------------------- | --------------------------------------- | --------------------------------------- | --------------------------------------- | --------------------------------------- | --------------------------------------- | --------------------------------------- | --------------------------------------- | --------------------------------------- | --------------------------------------- | --------------------------------------- | --------------------------------------- | --------------------------------------- | --------------------------------------- | --------------------------------------- | --------------------------------------- | --------------------------------------- | --------------------------------------- | --------------------------------------- | --------------------------------------- | --------------------------------------- |
| Année                                   | Équipe                                  | No.                                     | Constructeur                            | 1                                       | 2                                       | 3                                       | 4                                       | 5                                       | 6                                       | 7                                       | 8                                       | 9                                       | 10                                      | 11                                      | 12                                      | 13                                      | 14                                      | Clas.                                   | Pts                                     |                                         |
| 2007                                    | Joe Gibbs Racing                        | 10                                      | Chevrolet                               | CTS                                     | PHO 1*                                  | AMP                                     | ELK                                     | IOW                                     | CNS                                     | SON 32                                  | DCS                                     | IRW                                     | MMP                                     | EVG                                     | CSR                                     | AMP                                     |                                         | 38e                                     | 262[13]                                 |                                         |
| 2009                                    | Joe Gibbs Racing                        | 11                                      | Toyota                                  | CTS                                     | AAS                                     | PHO                                     | MAD                                     | IOW                                     | DCS                                     | SON 17                                  | IRW                                     | PIR                                     | MMP                                     | CNS                                     | IOW                                     | AAS                                     |                                         | 57e                                     | 122[14]                                 |                                         |
| 2011                                    | Joe Gibbs Racing                        | 18                                      | Toyota                                  | PHO                                     | AAS                                     | MMP                                     | IOW                                     | LVS                                     | SON 1*                                  | IRW                                     | EVG                                     | PIR                                     | CNS                                     | MRP                                     | SPO                                     | AAS                                     | PHO                                     | 60e                                     | 190[15]                                 |                                         |

### ARCA Re/Max Series
Au 5 mai 2025, Logano a participé à 4 courses réparties sur 2 saisons :
- Dernière saison : Voiture Toyota no 25 de la Joe Gibbs Racing Oil en 2009
- Résultat dernière saison : 64e en 2009
- Meilleur classement en fin de saison : 56e en 2008
- Victoire(s) : 2
- Top5 : 4
- Top10 : 4
- Pole position : 1

| Résultats en ARCA Re/Max Series | Résultats en ARCA Re/Max Series | Résultats en ARCA Re/Max Series | Résultats en ARCA Re/Max Series | Résultats en ARCA Re/Max Series | Résultats en ARCA Re/Max Series | Résultats en ARCA Re/Max Series | Résultats en ARCA Re/Max Series | Résultats en ARCA Re/Max Series | Résultats en ARCA Re/Max Series | Résultats en ARCA Re/Max Series | Résultats en ARCA Re/Max Series | Résultats en ARCA Re/Max Series | Résultats en ARCA Re/Max Series | Résultats en ARCA Re/Max Series | Résultats en ARCA Re/Max Series | Résultats en ARCA Re/Max Series | Résultats en ARCA Re/Max Series | Résultats en ARCA Re/Max Series | Résultats en ARCA Re/Max Series | Résultats en ARCA Re/Max Series | Résultats en ARCA Re/Max Series | Résultats en ARCA Re/Max Series | Résultats en ARCA Re/Max Series | Résultats en ARCA Re/Max Series | Résultats en ARCA Re/Max Series | Résultats en ARCA Re/Max Series |
| ------------------------------- | ------------------------------- | ------------------------------- | ------------------------------- | ------------------------------- | ------------------------------- | ------------------------------- | ------------------------------- | ------------------------------- | ------------------------------- | ------------------------------- | ------------------------------- | ------------------------------- | ------------------------------- | ------------------------------- | ------------------------------- | ------------------------------- | ------------------------------- | ------------------------------- | ------------------------------- | ------------------------------- | ------------------------------- | ------------------------------- | ------------------------------- | ------------------------------- | ------------------------------- | ------------------------------- |
| Année                           | Équipe                          | No.                             | Constructeur                    | 1                               | 2                               | 3                               | 4                               | 5                               | 6                               | 7                               | 8                               | 9                               | 10                              | 11                              | 12                              | 13                              | 14                              | 15                              | 16                              | 17                              | 18                              | 19                              | 20                              | 21                              | Clas.                           | Pts                             |
| 2008                            | Venturini Motorsports (en)      | 25                              | Chevrolet                       | DAY                             | SLM                             | IOW                             | KEN                             | CAR 1*                          | KEN                             | TOL                             | POC                             | MCH                             | CAY                             | KEN                             | BLN                             | POC                             | NSH                             | ISF                             | DSF                             | CHI                             | SLM                             | NJE                             |                                 |                                 | 56e                             | 475[16]                         |
| 2008                            | Venturini Motorsports (en)      | 15                              | Chevrolet                       |                                 |                                 |                                 |                                 |                                 |                                 |                                 |                                 |                                 |                                 |                                 |                                 |                                 |                                 |                                 |                                 |                                 |                                 |                                 | TAL 2                           | TOL                             | 56e                             | 475[16]                         |
| 2009                            | Venturini Motorsports (en)      | 25                              | Toyota                          | DAY 2                           | SLM                             | CAR                             | TAL                             | KEN                             | TOL                             | POC 1*                          | MCH                             | MFD                             | IOW                             | KEN                             | BLN                             | POC                             | ISF                             | CHI                             | TOL                             | DSF                             | NJE                             | SLM                             | KAN                             | CAR                             | 64e                             | 460[17]                         |